# Ernani
Personnages
- Ernani, Don Juan d'Aragon, le bandit (ténor)
- Carlo, roi d'Espagne (baryton)
- Elvira, nièce et fiancée de Don Ruy Gomez (soprano)
- Don Ruy Gomez de Silva, grand d'Espagne (basse)
- Giovanna, nourrice d'Elvire (soprano)
- Don Riccardo, écuyer du roi (ténor)
- Jago, écuyer de Don Ruy Gomez (basse)
- Montagnards rebelles et bandits, suite de Silva, servante d'Elvira, suite du roi, personnages de la Ligue, dames de cour et nobles espagnols et allemands (chœur).
- Montagnards et bandits, princes électeurs et grands de la cour impériale, pages de l'empereur, soldats allemands, dames et courtisans (Figurants)

Airs
- « Come rugiada al cespite » – Ernani,  Acte I, Scène 1
- « O tu che l'alma adora » – Ernani, ActeI,Scène1
- « Tutto sprezzo che d'Ernani » – Elvira, Acte I, Scène 2
- « Ernani, Ernani involami » – Elvira, Acte I, Scène 2
- « Infelice!..e tuo credevi » – Don Ruy Gomez de Silva, Acte I, Scène 2
- « Lo vedremo, veglio audace » – Don Carlo,  Acte II
- « Odi il voto o grande Iddio » – Ernani, Acte II
- « Sprezzo la vita ne più m'alletta » – Ernani, Acte II
- « Vieni meco, soldi rose » – Don Carlo, Acte II
- « O sommo Carlo » – Don Carlo,ActeIII
- « Oh de'verd'anni miei » – Don Carlo, Acte III

Ernani est un opéra en quatre actes de Giuseppe Verdi sur un livret de Francesco Maria Piave tiré du drame romantique de Victor Hugo Hernani et créé au Teatro La Fenice, de Venise le 9 mars 1844.

## Création

### Distribution
- Ernani, Don Juan d'Aragon, le bandit, Carlo Guasco (ténor)
- Don Carlo, roi d'Espagne, Antonio Superchi (baryton)
- Don Ruy Gomez De Silva, Grand d'Espagne, Antonio Selva (basse)
- Elvira, sa nièce et promise, Sophie Löwe (soprano)
- Giovanna, sa nourrice, Laura Saini (soprano)
- Don Riccardo, écuyer du roi, Giovanni Lanner (ténor)
- Jago, écuyer de Don Ruy, Andrea Bellini (basse)
- Orchestre et chœurs : Teatro La Fenice de Venise
- Maestro al cembalo : Giuseppe Verdi puis Luigi Carcano
- Premier violon et directeur d’orchestre : Gaetano Mares
- Chef de chœur : Luigi Carcano
- Décors : Francesco Bagnara (réalisés par Pietro Venier)

## Représentations successives
En 1846, première représentation au Grand Théâtre de La Havane, avec Fortunata Tedesco dans le rôle d'Elvira. Le succès de l'œuvre et de ses chanteurs a un grand impact sur le monde culturel de La Havane. La soprano reçoit de nombreux compliments notamment ceux du compositeur cubain Manuel Saumell qui reproduit certains passages de son entrée sur scène : Ernani, Ernani involami .

## Argument
L'action se déroule en Espagne et à Aix-la-Chapelle en 1519.

### Acte I - Le Bandit (Il bandito)
Dans les montagnes d'Aragon et au château de Don Ruy de Silva
Ernani (derrière ce nom se cache en réalité Don Juan d’Aragon) est le chef d’un groupe de bandits avec lesquels il veut soulever une révolte contre le roi Carlo pour le détrôner et venger le meurtre de son père. Il se rend en secret au château de Silva pour rencontrer la nièce de celui-ci, Elvira avec laquelle il partage de tendres sentiments bien qu’elle soit déjà promise à son oncle. Carlo, lui aussi amoureux d'Elvira se trouve déjà là incognito. Elvira le reconnaît mais le repousse et face à son insistance n'hésite pas à se saisir d'un poignard pour défendre son honneur. Ernani fait irruption pour protéger Elvira mais le roi le reconnaît et l'exhorte à la fuite. Silva entre à son tour à l'improviste, indigné par l'attentat à son honneur commis par Carlo mais il reconnaît le roi et lui rend hommage. Carlo permet finalement à Ernani de s'échapper.

### Acte II - L’Hôte (L'ospite)
Au château de Don Ruy de Silva
La révolte dirigée par Ernani échoue. Il demande l'hospitalité, travesti en pèlerin, au château de Silva. Celui-ci lui annonce qu'il va épouser Elvira. Ernani bouleversé révèle sa véritable identité et offre sa tête en cadeau de noces. Carlo poursuit Ernani jusqu'au château de Silva mais celui-ci, lié par les lois de l'hospitalité, cache le bandit. Carlo quitte alors le château en exigeant qu'Elvire le suive. Ernani décide alors de révéler à Silva que Carlo est également amoureux d'Elvire et l'exhorte à le laisser venger l'offense faite à son honneur. Ils concluent ensemble un pacte : Ernani remet un cor à Silva ; il lui suffira, lorsqu'il décidera qu'Ernani doit mourir, d'en sonner trois fois.

### Acte III - La Clémence (La clemenza)
À Aix-la-Chapelle
Les deux conjurés se rendent à Aix-la-Chapelle sur la tombe de Charlemagne mais ils ont été précédés par Carlo qui revendique le trône impérial. Ernani et Silva décident de le tuer et tirent au sort pour savoir qui exécutera la sentence : ce sera Ernani. Après un nouveau serment entre Ernani et Silva, Carlo maintenant empereur apparaît avec sa suite et décrète la mort des deux conspirateurs. L'intervention d'Elvire fait céder Carlo qui accorde la main de la jeune femme et la vie sauve à Ernani. Silva médite sa vengeance.

### Acte IV - Le Masque (La maschera)
À Saragosse
Au château de Don Juan d'Aragon, les préparatifs du mariage battent leur plein. Pendant que tous s'abandonnent à la joie, on entend sonner le cor. C'est Silva qui fait valoir le serment. Ernani après avoir évoqué sa vie misérable se poignarde et Elvira s'effondre à son tour sur son corps inanimé.

## Orchestration
L'orchestration comprend un piccolo, une flûte, deux hautbois, deux clarinettes (do, si bémol, la..), une clarinette basse, deux bassons, quatre cors, deux trompettes, trois trombones, un cimbasso, une harpe, timbales, grosse caisse et cymbales, caisse claire, cordes. Il y a également une coulisse avec une caisse claire, un cor et six trompettes.

### Discographie
- 1951 - Gino Penno (Ernani), Caterina Mancini (Elvira), Giuseppe Taddei (Carlo), Giacomo Vaghi (Silva) - Chœur et orchestre de la Radio Italienne (RAI), Rome, Fernando Previtali - Warner Fonit (Cetra)
- 1957 - Mario del Monaco (Ernani), Anita Cerquetti (Elvira), Ettore Bastianini (Carlo), Boris Christoff (Silva), Chœur et orchestre du Mai florentin, Dimitri Mitropoulos - Melodram
- 1967 - Carlo Bergonzi (Ernani), Leontyne Price (Elvira), Mario Sereni (Carlo), Ezio Flagello (Silva) - Chœur et orchestre de la RCA italienne, Thomas Schippers - RCA
- 1983 - Placido Domingo (Ernani), Mirella Freni (Elvira), Renato Bruson (Carlo), Nicolai Ghiaurov (Da Silva) - Chœur et Orchestre Scala Milan, Riccardo Muti - Live - Emi (meilleure version)
- 1969 - Bruno Prevedi (Ernani), Montserrat Caballé (Elvira), Peter Glossop (Carlo), Boris Christoff (Da Silva) - Choeur et Orchestre de la RAI, Milan, Gianandrea Gavazzeni - Live 25 mars 1969 - Opera d'Oro
- 1987 - Luciano Pavarotti (Ernani), Dame Joan Sutherland (Donna Elvira), Leo Nucci (Don Carlo), Paata Burchuladze (Ruiz Gomez da Silva) - Welsh National Opera Orchestra & Chorus (Richard Bonynge) - DECCA

### Sources et bibliographie
- Istituto nazionale di studi verdiani
- Gilles de Van, Ernani, dans Guide des opéras de Verdi, Jean Cabourg directeur de la publication, Fayard collection Les indispensables de la musique, Paris, 1990, pp. 115-134  (ISBN 2-213-02409-X)
- Patrick Favre-Tissot-Bonvoisin, " Giuseppe VERDI ", Bleu Nuit Éditeur, Paris, 2013. (ISBN 978-2-35884-022-4)
- Gustav Kobbé, Ernani, dans Tout l'opéra, de Monteverdi à nos jours (Kobbé), Robert Laffont, Collection Bouquins, 1993, pp. 362-366  (ISBN 2-221-07131-X)
- Piotr Kaminski, Ernani, Fayard, collection Les indispensables de la musique, Paris, 2004, pp. 1573-1575  (ISBN 978-2-213-60017-8)
- Alessandro Di Profio, Ernani in gondoletta. La ricezione de Il proscritto a Parigi (Théâtre Italien, 1846), Victor Hugo e lo spettro del teatro francese, La drammaturgia verdiana e le letterature europee, Rome, Accademia nazionale dei Lincei, 2003, pp. 149-190